# Dutch Mountains (vereniging)
M.S.M.W.V. Dutch Mountains (afgekort: DM) is de Maastrichtse studenten Wieler- en mountainbikevereniging.

## Karakteristieken
De vereniging is bedoeld voor studenten aan de Universiteit van Maastricht en Hogeschool Zuyd. De vereniging telt per januari 2022 90 leden en 80 Classics. De wedstrijdrenners rijden in verschillende categorieën van het wedstrijdwielrennen in Nederland, Frankrijk, Italië en België.

## Symboliek
De verenigingskleuren zijn oranje-blauw.

## Geschiedenis
De vereniging werd opgericht op 13 januari 1999, en is een doorstart van een vereniging die in 1997 ter ziele ging. De oorspronkelijke vereniging werd in 1991-1992 opgericht, nadat vanaf eind jaren 80 een vast groepje fietsende studenten almaar uitbreidde.

## Activiteiten

### DM Classic
Dutch Mountains organiseert jaarlijks de DM Classic, een fietstocht waarbij de leden van alle wielerstudentenverenigingen in Nederland worden uitgenodigd, alsmede begunstigers en andere contacten. Er is een tocht voor zowel mountainbikers als wegwielrenners, er zijn verschillende afstanden te berijden en de tocht voert over een bijzonder geaccidenteerd parcours.

### Competitie
Dutch Mountains is als vereniging aangesloten bij de KNWU. Hierdoor is het mogelijk om via DM een (amateur)licentie aan te vragen en namens DM deel te nemen aan wedstrijden. DM heeft ongeveer 15 tot 20 leden die geregeld aan wedstrijden deelnemen.
De wedstrijdcommissie probeert gedurende het jaar het rijden van (mountainbike)wedstrijden, cyclo's en toertochten te stimuleren. Verder is er jaarlijks een clubcompetitie en wordt de opkomst op trainingen bijgehouden in het AATS-klassement (Attendance At Training Sessions) voor wielertrainingen en het BATS-klassement (Bikers At Training Sessions) voor mountainbiketrainingen. De winnaars van deze klassementen worden houder van de D-Emmer.
Sinds 2022 wordt ook het Parkstad klassement gehouden tijdens de jaarlijkse trip naar de Vogezen. Deze competitie is echter alleen toegankelijk voor leden die afkomstig zijn uit een van de gemeenten die samen Parkstad Limburg vormen.

### Vakanties
DM staat bekend om de vele vakanties georganiseerd gedurende het hele jaar. In oktober wordt traditioneel naar de Ardennen gegaan. In November wordt de gezelligheid in de buurt van Maastricht opgezocht.
Tijdens Carnaval wordt een warmer klimaat in Spanje ontdekt. De keuze valt dan veelal op de kustplaatsen Málaga en Calp. Ook tijdens Hemelvaart zoekt de vereniging het buitenland op. De Franse Vogezen zijn dan voor het lange weekend de thuisbasis.
Sinds 2021 organiseert de vereniging ook een eigen zomervakantie. In dit eerste jaar werd ook naar de Vogezen gegaan, maar dan voor een periode van zeven dagen.
In 2022 is het Duitse Sauerland bezocht. In 2023 en 2024 zijn geen zomervakanties gehouden door de toegenomen drukte en herstel van reguliere vakantieactiviteiten door het herstel van reismogelijkheden.

### NSK
Maastricht is voor een wielervereniging gunstig gelegen in verband met de nabijheid van onder andere het Limburgse Heuvelland. Dutch Mountains heeft mede om die reden op 6 oktober 2013 voor de derde keer in haar bestaan het NSK (Nederlands Studentenkampioenschap) georganiseerd. Na twee voorgaande edities in 2004 en 2008 bij Sint Geertruid met de klim 'Bukel' (0,9 km à 4,1%).

## Interne structuur
De vereniging wordt geleid door een bestuur met ten minste 3 leden, soms aangevuld met een of meerdere commissarissen.
De oud-leden zijn verenigd binnen de Dutch Mountains Coffee Loving And Soigné Senior Independent Cyclists' Society oftewel DM Classics.

## Externe structuur
Dutch Mountains is aangesloten bij de KNWU en de studentensportraad MUSST.

## Bekende (oud-)leden
- Eva van Agt
- Sophie von Berswordt